# Акхисар
Акисар (тур. Akhisar) је град у Турској у вилајету Маниса. Према процени из 2009. у граду је живело 102.453 становника.

## Становништво
Према процени, у граду је 2009. живело 102.453 становника.
| 1990.  | 2000.  |
| ------ | ------ |
| 73.944 | 81.510 |